# Francisco Matos Paoli
Francisco Matos Paoli (Lares, Puerto Rico; 9 de marzo de 1915 - San Juan, Puerto Rico; 10 de julio de 2000) fue un poeta puertorriqueño, crítico y ensayista que en 1977 fue nominado para el Premio Nobel de literatura. Sus libros fueron arraigados en tres grandes movimientos literarios en América Latina: Romanticismo, Modernismo, y Postmodernismo.

### Biografía
Paoli fue uno de los nueve hermanos nacidos y criados en la granja familiar en la ciudad de Lares, una ciudad que es conocida históricamente por El Grito de Lares, Primera rebelión de Puerto Rico por la independencia.
Su madre murió en el año 1930 cuando tenía 15 años. La muerte de su madre lo obligó a escribir su primera colección de poemas, titulado Signario de Lágrimas, que fue publicado en 1931. 
Paoli recibió su educación primaria y secundaria en su ciudad natal. En la escuela secundaria dedicó la mayor parte de su tiempo a la lectura de la literatura clásica. Fue durante su juventud, conoció a Pedro Albizu Campos y se convirtió en inspiración para unirse a la Puerto Rican nacionalista partido en su lucha por la independencia de Puerto Rico.
En 1933, Paoli conoció a catorce años de edad Lolita Lebrón, durante la celebración de su bautismo en la fe católica. Pronto, Paoli se convirtió en el primer novio de Lebron y a menudo escribirían cartas a otro donde se intercambiaron la poesía que escribieron. Familia de Paolí se opuso a su relación porque consideraban Lebrón un jíbara (campesino). Su padre también se opuso a esta relación y le ordenó que se deje de escribir a Paoli. Sin embargo, continuaron a escribir uno al otro hasta que se trasladó a San Juan para continuar su educación.
Matos Paoli se matriculó en el colegio Inmaculada Concepción de Guayanilla de Puerto Rico y obtuvo su licenciatura en educación con especialidad en español. Lebrón, quien se convirtió en un nacionalista ella misma y condujo el ataque de 1954 contra la Cámara de representantes de Estados Unidos, se mudó a San Juan, donde estudió costura y continuó su relación romántica con Paoli. La relación terminó cuando Paoli continuó sus estudios de postgrado en la UPR y se trasladó a París, Francia durante un año a estudiar literatura comparada en la Sorbona. En 1937, publicó su segunda colección de poemas titulada Cardo Labriego. Durante este tiempo conoció a Isabel Freire Meléndez, un defensor de la independencia compañeros que en 1942 se convirtió en su esposa. Luego obtuvo su maestría en Literatura española, regresó a Puerto Rico y en 1943 comenzó una cátedra en el Departamento de Humanidades de la Universidad de Puerto Rico, su alma mater. También se involucró en Espiritismo y fundó un centro espiritista llamado Luz y Progreso (Luz y progreso).

### Obras escritas
Paoli fue nombrado a poeta residente de la Universidad de Puerto Rico y sirvió como profesor. En 1977, el Departamento de estudios hispánicos en el campus de la UPR en Mayagüez lo nominó para el Premio Nobel de literatura en reconocimiento a su importante contribución a la literatura del mundo. Sus críticos consideran sus libros sus raíces en tres grandes movimientos literarios en América Latina: Romanticismo, Modernismo, y Postmodernismo. Entre sus obras publicadas se encuentran los siguientes:
- Canto a Puerto Rico (1952) "canto a Puerto Rico"
- Luz de los Héroes (1954) "la luz de los héroes"
- Criatura de Rocío (1958) "criatura de niebla"
- Canto de la Locura (1962), "canto de la locura"
- El Viento y la Paloma (1969) "El viento y la paloma"
- Cancionera (1970) "Cancionero"
- La Marea Sube (1971) "las levantar olas"
- Cancionero II "Canción libro Pt.2" (1972)
- La at rostro Estrella (1973) "un rostro en la estrella"
- Isla para los Niños (1981) "la isla de los niños"
- Vuelo Hacia el Hondo (1983) "hacia el vuelo profundo"
- Decimario de la Virgen (1990) "una vigilia por la Virgen"